# Купчинскас, Видас
Видас Купчинскас (лит. Vidas Kupčinskas; род. 24 января 1971, Каунас) — литовский гребец-байдарочник, выступавший за национальную сборную Литвы по гребле на байдарках и каноэ в 1994—1999 годах. Многократный победитель и призёр регат национального значения, участник двух летних Олимпийских игр.

## Биография
Видас Купчинскас родился 24 января 1971 года в Каунасе, Литовская ССР.
Заниматься греблей на байдарке начал в 1984 году, проходил подготовку в Каунасе под руководством тренера В. Сякиса. В 1989 году выполнил норматив мастера спорта СССР. Впоследствии неоднократно побеждал на чемпионатах Литвы и Балтии в различных гребных дисциплинах.
В 1994 году вошёл в основной состав литовской национальной сборной и выступил на чемпионате мира в Мехико, где в зачёте байдарок-двоек занял 15 место на дистанциях 200 и 1000 метров, показал 11 результат на дистанции 500 метров.
В 1995 году стартовал на мировом первенстве в Дуйсбурге, став девятым в двойках на тысяче метрах.
Благодаря череде удачных выступлений удостоился права защищать честь страны на летних Олимпийских играх 1996 года в Атланте. Вместе с напарником Вайдасом Мизерасом соревновался в двойках на дистанциях 500 и 1000 метров, однако в обоих случаях остановился уже на стадиях полуфиналов.
После атлантской Олимпиады Мизерас остался в составе гребной команды Литвы на ещё один олимпийский цикл и продолжил принимать участие в крупнейших международных регатах. Так, в 1997 году он отметился выступлениями на чемпионате Европы в Пловдиве и на чемпионате мира в Дартмуте.
В 1998 году на мировом первенстве в Сегеде занял 16 место на дистанции 200 метров, 17 место на дистанции 500 метров, 23 место на дистанции 1000 метров.
В 1999 году принимал участие в чемпионате Европы в Загребе и в чемпионате мира в Милане.
Завершив карьеру профессионального спортсмена, затем ещё неоднократно принимал участие в различных любительских и ветеранских регатах.